# Малобелебейка
Малобелебейка, Мало-Белебейка — упразднённая деревня Анновского сельсовета Белебеевского района Башкортостана, вошедшая в 1982 году в состав города Белебея.

## География
В 1899 году Малая Белебейка описывалась по равнине при р. Белебейка и небольшом ручье; река непригодна для мельниц. Надел в 1 участке; селение на ЮВ надела.
В 1952 году расстояние до Белебея — 2 км, до центра сельсовета — села Дмитриевка — 7 км, до ближайшей ж.д. станции Белебей — 3 км.

## История
Упоминается в списках населенных мест Российской Империи 1877 года как Малая Белебейка при речке Белебейке.
В списках населенных мест Российской Империи 1906 года Малая Белебейка входила в Надеждинскую волость, описана таким образом: «деревня при речке Белебейке, на почтовом тракте; школа грамотности, бакалейная лавка, хлебо-запасный магазин; на 63 двора указано 169/178 жителей; земледелие».
По подворной переписи крестьянских хозяйств Белебеевского уезда 1914 года Белебейка Малая входила в Мало-Белебеевское сельское обществ. Проживали чуваши, государственные, имелось 66 дворов с населением 196/194 мужчин и женщин.
Обеспечение наличной и купчей землёю по хозяйствам без аренды:
- хозяйств без земли −2; до 3 десятин −0; от 3 до 5 десятин −0; 5-10 десятин −9; 10-15 десятин −29; 15-20 десятин −4; 20-30 десятин −16; 30-40 десятин −6; и свыше 40 десятин −0 хозяйств.
- Распределение хозяйств по размерам землепользования, включая арендованную землю:
- не пользующихся землёй −2; с землепользованием до 3 десятин −1; от 3 до 5 десятин −1; 5-10 десятин −9; 10-15 десятин −28; 15-20 десятин −4; 20-30 десятин −15; 30-40 десятин −6; и свыше 40 десятин −0 хозяйств.
- Общее количество скота на всё селение: 872 голов
- Распределение наличных хозяйств по лошадям: безлошадных −5; с 1 раб.лошадью −17; с 2 рабочими −20; с 3 рабочими −16; 4 и более −8 хозяйства
- Распределение наличных хозяйств по коровам: без коров −8; с 1 коровой −32; с 2 коровами −24; с 3 и более −2 хозяйства
- Распределение наличных хозяйств по скотине в целом: без всякого скота −2; с одним мелким скотом −1; с одним крупным скотом −7; с крупным и мелким скотом −56
- Пчеловодство: 6 хозяйств, имеют 57 ульев.
- Побочные промыслы: не занимались

В 1952 году село Мало-Белебейка входила в состав Мало-Белебеевского сельсовета.
Указом Президиума ВС Башкирской АССР от 25.02.1982 № 6-2/58 Малобелебейка была включена в черту города Белебея и исключена из учётных данных по административно-территориальному делению.

## Население
Белебейка Малая в Списках населенных мест Российской Империи 1877 года на 21 двор указано 69/73 жителя — русские (?). На 1896 год на 47 дворов указано 139/160 жителей; на 1920 год имела 70 дворов и 178/214 жителей — чуваши; на 1925 год — 88 дворов.
В 1969 году численность населения Малобелебейки достигла 320 человек, основная нация — чуваши.

## Транспорт
Списки населенных мест Российской Империи 1877 года описывают деревню Малую Белебейку 2-го стана, как стоящую по левую сторону почтового тракта из г. Белебея в г. Уфу.